# Dalembertia populifolia
Dalembertia populifolia är en törelväxtart som beskrevs av Henri Ernest Baillon. Dalembertia populifolia ingår i släktet Dalembertia och familjen törelväxter. Inga underarter finns listade i Catalogue of Life.